# Тигранян, Левон
Левон Тигранян (арм. Լևոն Տիգրանյանց; 1841—?) — российский медик, городской голова Еревана (с января 1894 по июнь 1895 года).

## Биография
Левон Тигранян родился в 1841 году в Ереване (по другим данным в 1842 году). В 1875 году окончил медицинский факультет Дерптского университета, работал врачом. В качестве военного врача принимал участие в русско-турецкой войне 1877—1878 годов. Занимался ликвидацией ликвидации эпидемии сыпного тифа в Эрзеруме. С 1879 года работал городским врачом в Ереване. С 1881 года издавал журнал «Здравоохранение». В 1882 году занимался борьбой с эпидемиями в Персии.
В 1885 году оставил службу по семейным обстоятельствам. Имел чин статского советника.
В январе 1894 избран городским головой Еревана, но оставил этот пост по собственному желанию в июне 1895 года.
Среди его медицинских работ «Анатомический словарь» (1879), «Словарь медицинских растений на латинском, армянском и русском языках» (1883), «Дерптский университетт и его армянские студенты» (1890—1892), «Главный недостаток школ» (1881).

## Награды
- Орден Святого Станислава 3-й степени[3].